# Josep Gómez
Josep Vicent Gómez Serrano (Barcelona, 1950) es un arquitecto español.

## Biografía
Titulado en 1973, es catedrático de Estructuras II del Departamento de Estructuras de la Escuela Técnica Superior de Arquitectura de Barcelona (UPC).
Desde 1986 forma parte del equipo constructor de la Sagrada Familia, el templo diseñado por Antoni Gaudí. Con Jordi Faulí i Oller colabora en el análisis estructural del templo gaudiniano, incorporando las nuevas tecnologías (CAD, simulación por ordenador, imágenes 3D) para elaborar un plano virtual del templo que permita recrear hasta el último detalle el proyecto elaborado por Gaudí y llevarlo a ejecución.
Ha escrito diversos libros divulgativos de la obra gaudiniana: como autor, L'obrador de Gaudí (1996); como coautor, De Gaudí al CAD y Gaudí invisible (2003).
Fue comisario arquitectónico de la exposición Gaudí. La búsqueda de la forma (2002).